# Whitestown
Whitestown é uma cidade  localizada no estado americano de Indiana, no Condado de Boone.

## Demografia
Segundo o censo americano de 2000, a sua população era de 471 habitantes.
Em 2006, foi estimada uma população de 687, um aumento de 216 (45.9%).

## Geografia
De acordo com o United States Census Bureau tem uma área de
0,7 km², dos quais 0,7 km² cobertos por terra e 0,0 km² cobertos por água.

## Localidades na vizinhança
O diagrama seguinte representa as localidades num raio de 20 km ao redor de Whitestown.